# Wielka Mapa Księstwa Pomorskiego

Mapa Eilhardusa Lubinusa

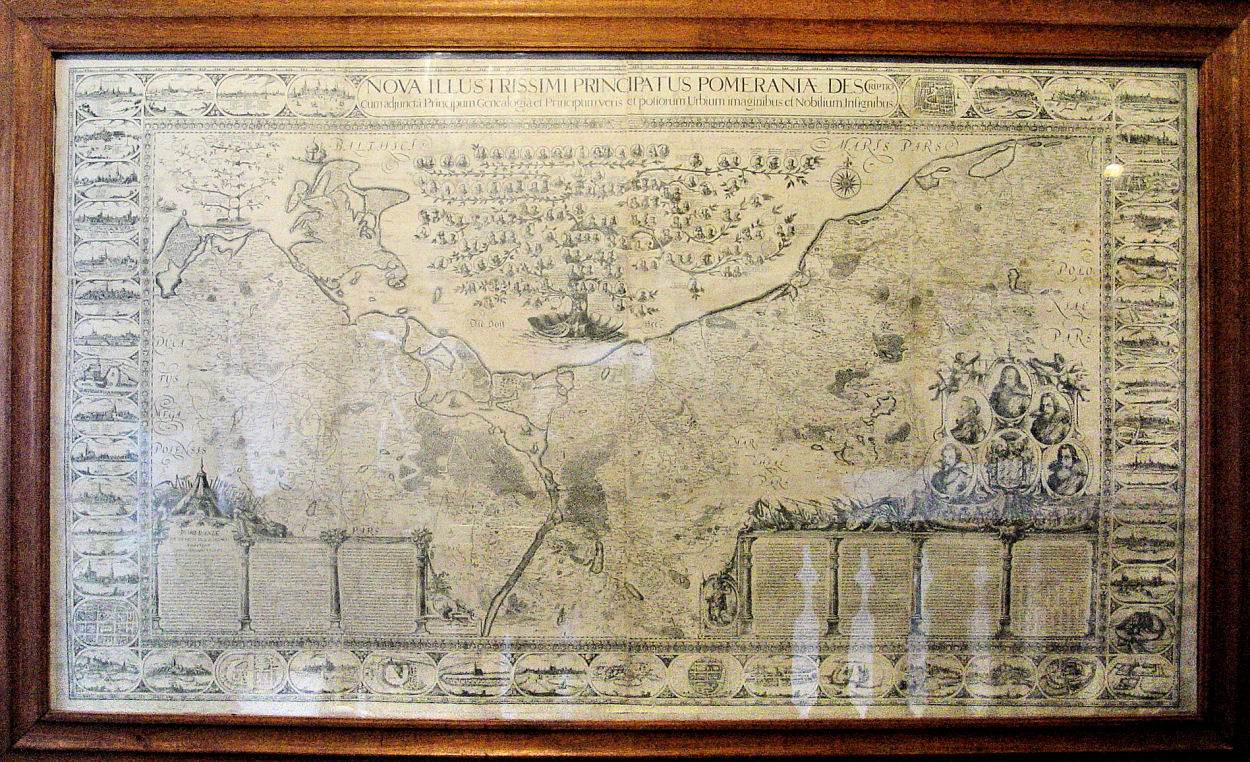
W zbiorach Muzeum Pomorza Środkowego na Zamku Książąt Pomorskich w Słupsku

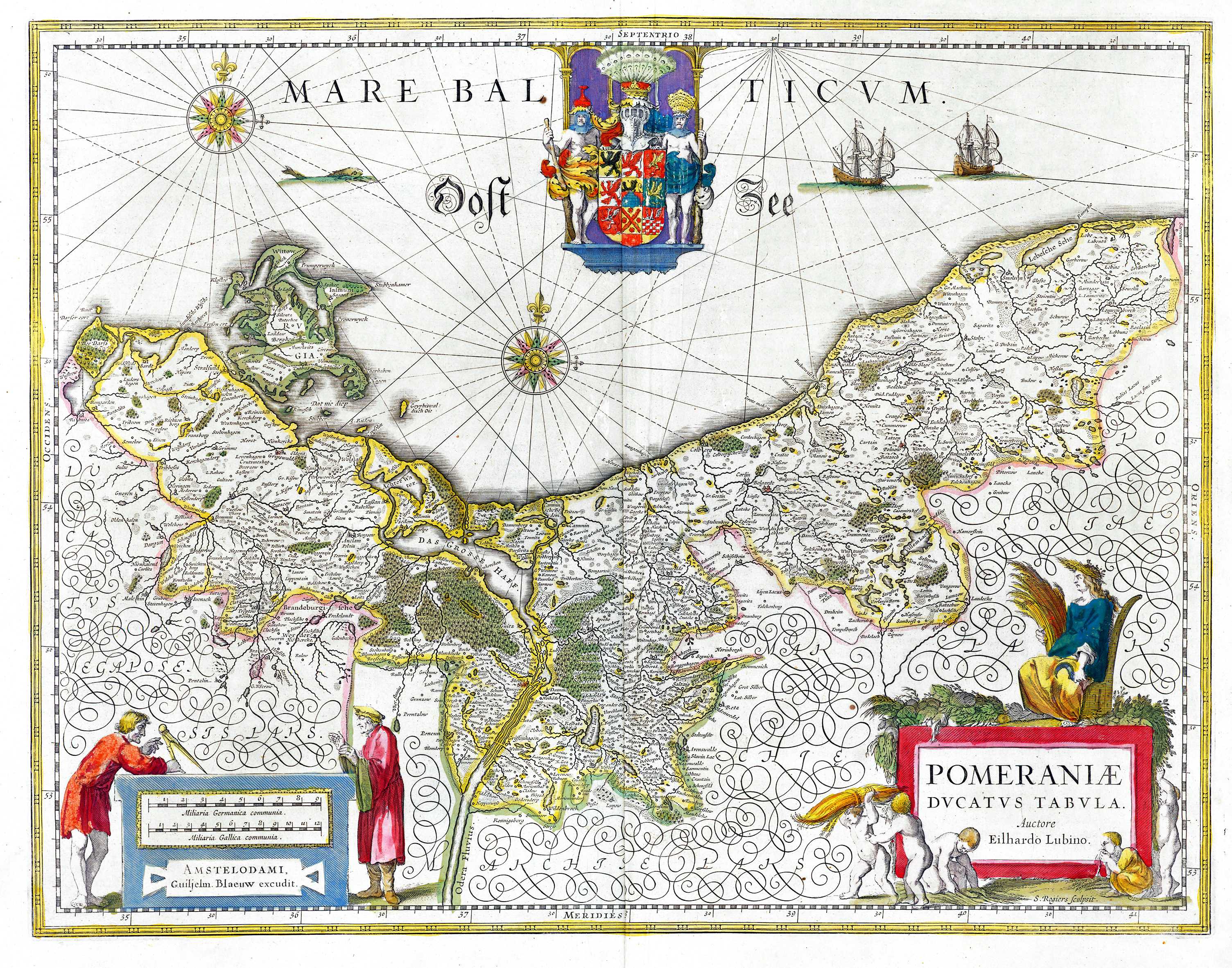
Mapa Księstwa pomorskiego z 1635 wykonana na podstawie mapy Lubinusa

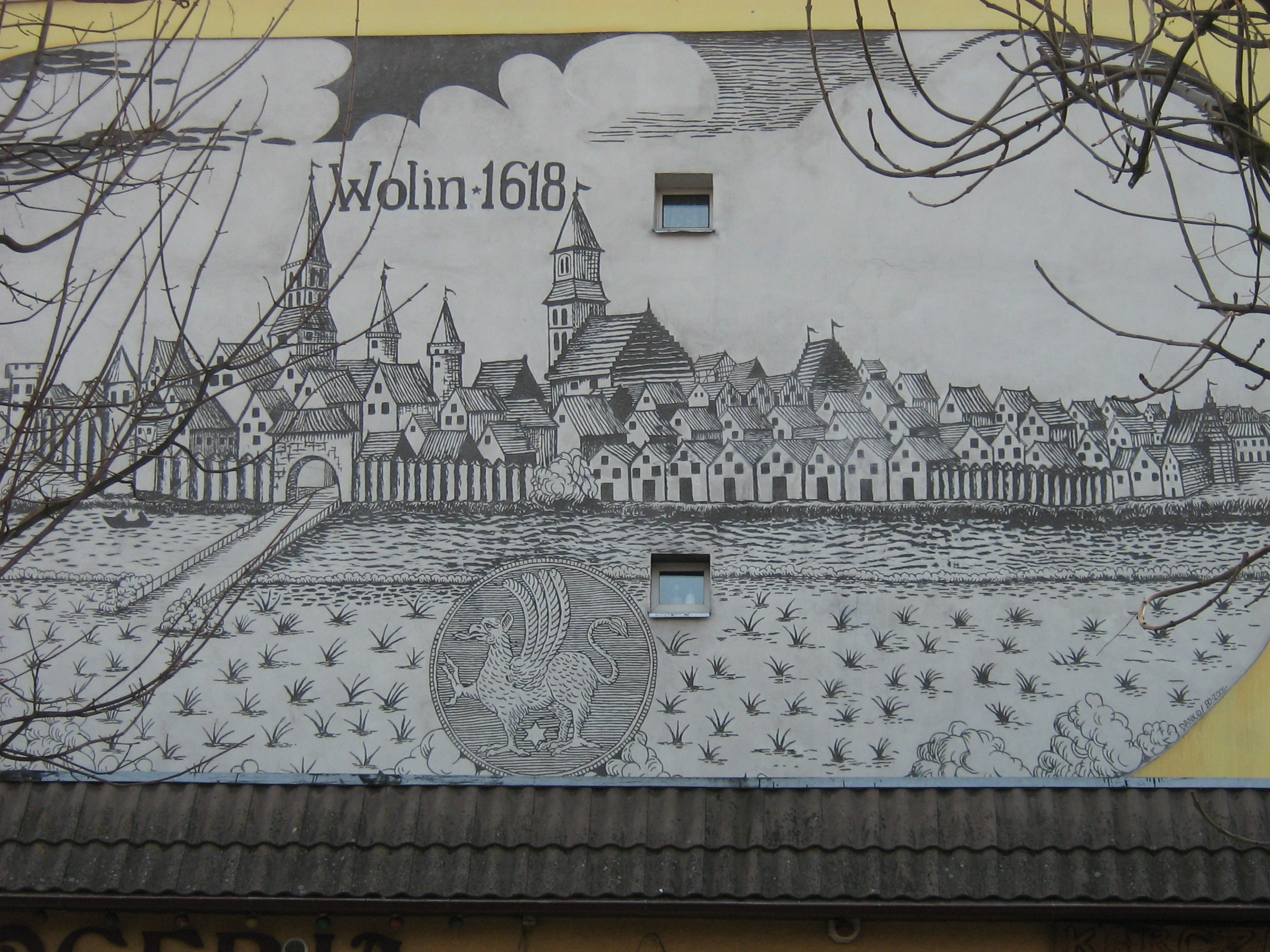
Współczesny cytat z mapy Lubinusa na budynku w Wolinie

Wielka Mapa Księstwa Pomorskiego (łac. Nova Illustrissimi Ducatus Pomeraniae Tabula, niem. Lubinsche Karte lub Große Lubinsche Karte) – powstała w latach 1610–1618 na zamówienie księcia szczecińskiego Filipa II. Autorem mapy Pomorza Zachodniego był niemiecki kartograf Eilhardus Lubinus (właśc. Eilert Lübben). 

## Idea powstania
Na początku XVII wieku na tronie szczecińskim zasiadł książę  Filip II. Uchodził on za jednego z najbardziej światłych władców z dynastii Gryfitów. Zażyczył on sobie mieć mapę całego Księstwa Pomorskiego. Miała ona pomagać w efektywnym zarządzaniem krajem. Pisał on o tym w liście do swojego kuzyna, księcia wołogoskiego Filipa Juliusza:

(...) wzorem innych władców (...) postanowiliśmy przedstawić za pomocą mapy nasze księstwo i kraje (...).

W tym samym liście prosił kuzyna o akceptację jego planów i o wsparcie finansowe na wykonanie mapy księstwa szczecińskiego i wołogoskiego. Wykonanie mapy książę powierzył doktorowi Eilhardusowi Lubinusowi. 

(...) Obecnie wiemy, że nie ma żadnej innej osoby zdatniejszej do wykonania tej pracy niż doktor Eilhardus Lubinus (...), który ma już doświadczenie w tych sprawach, czego dowiódł wykonując mapę Księstwa Rugijskiego.

## Prace nad mapą
Lubinus rozpoczął swoją pracę od zgromadzenia wszelkich informacji będących w bibliotekach i archiwach książęcych. Po przeanalizowaniu w latach 1611-12 danych napisał liczącą 123 strony rozprawę o tytule: Beschreibung des Pommernlandes D. Eilhardi Lubini p.p. Rosock; Qui jussu Principis magnam illam mappam Geographicam cum hac descriptione conficere conatus est co po polsku brzmi Opis krajów pomorskich wykonany przez D. Eilharda Lubinusa, Rostok; Z polecenia Księcia do wykonania wielkiej mapy geograficznej, zgodnie z tym opisem. 19 sierpnia 1612 roku Lubinus rozpoczął swoją pierwszą podróż po Pomorzu. W tym czasie dokonywał pomiarów kartograficznych. Odwiedził 152 miejscowości, przebył około 1500 kilometrów i zrobił 5793 pomiary.
W latach 1614–16 wraz z księciem Filipem na zamku w Szczecinie współpracował nad szatą graficzną mapy. Zbierał herby szlachty pomorskiej, widoki miast, oraz portrety książąt. Zarys mapy gotowy był w roku 1617. Wówczas przekazany został do oficyny Jodocusa Hondiusa II celem wygrawerowania. Zadania tego podjął się Nicolaus van Geelkercken, jeden z najlepszych rytowników oficyny. Pierwsze egzemplarze były gotowe jesienią 1618 roku, a ogółem powstało około 30 sztuk. W starszej literaturze przeważa pogląd, że wydruk nastąpił w Amsterdamie, na papierze pochodzącym z terenu Pomorza Zachodniego (być może wyprodukowanym w papierni w Strudze).
W roku 1618, a więc w roku publikacji map wybuchała wojna trzydziestoletnia. W czasie jej trwania mapy zaginęły i odnalazły się dopiero w roku 1756 w Stralsundzie, a odnalazł je przypadkiem szczeciński historyk Karl Conrad Oelrichs.
W roku 1758 w Hamburgu wznowiono wydawanie map. Nie jest znana liczba sztuk. Przypuszcza się, że było to kilkadziesiąt egzemplarzy.
Kartograf, pracownik naukowy Zamku Królewskiego w Warszawie Kazimierz Kozica przypuszcza, że do dzisiaj zachowało się około 50 egzemplarzy mapy (z I i II wydania), z tego kilkanaście w Polsce.

## Opis
Mapę połączoną z drzewem genealogicznym książąt pomorskich, zatytułowaną (łac.) NOVA ILLUSTRISSIMI PRINCIPATUS POMERANIÆ DESCRIPTIO cum adjunctà Principum Genealogià et Principum veris et potiorum Urbium imaginibus et Nobilium insignibus, autor stworzył w skali 1:235000 i wydał w formacie 2,21 × 1,25 m, co było na owe czasy wielkim osiągnięciem. Autor dla ustalenia danych geograficznych dużo podróżował po terenie księstwa. 
W drzewie genealogicznym zostały umieszczone portrety książąt, w obramieniu mapy – herby rodów szlachty pomorskiej. Przy zewnętrznej krawędzi arkusza umieszczono panoramy najważniejszych miast Pomorza (większość rycin panoramicznych wykonał szczeciński malarz Johann Wolfart). Znalazły się tam (kolejność począwszy od lewego górnego narożnika, zgodnie z kierunkiem ruchu wskazówek zegara; pisownia oryginalna):

- Treptow an der Tollensee
- Wolgast
- Grijphiswaldt
- Stralsundt
- Alten Stettin
- Stargardt
- Colbergk
- Stolpe
- Lauwenburgk
- Butow
- Newen Stettin
- Cößlin
- Belgardt
- Treptow
- Piritz
- Golnow
- Wollin oder Iulina
- Camin
- Griffenberge
- Rugenwalde
- Sazig
- Friderichswalde
- Colbatz
- Corlin
- Bublitz
- Iacobshagen
- Zachan
- Dam
- Marien flus
- Gartz
- Leba
- Zanow
- Schlage
- Bahnen
- Richtenberg
- Damgarten
- Greiffenhagen
- Ukermünde
- Pasewalck
- Usedohm
- Grimmen
- Gutzkow
- Frantzburg
- Loitz
- Demmin
- Tribsees
- Ancklam
- Barth
- Bergen in Ruigen